# Artur London
Artur London (1. února 1915 Ostrava – 7. listopadu 1986 Paříž) byl československý komunistický politik, diplomat a publicista. Od mládí byl členem Komunistické strany Československa (KSČ), působil ve Španělsku v řadách interbrigád, po válce pracoval jako diplomat a náměstek ministra zahraničních věcí ČSR. V roce 1951 byl zatčen, donucen k přiznání se k protistátním zločinům a nakonec v roce 1952 v procesu s Rudolfem Slánským odsouzen k trestu doživotí. Po uvolnění politických poměrů byl roku 1956 propuštěn a zproštěn viny, o sedm let později se natrvalo odstěhoval do Francie. Jeho manželkou byla komunistická politička a aktivistka Lise London.

## Život
Artur London se narodil v židovské rodině jako čtvrté z pěti dětí Emila Londona, dělníka a později zakládajícího člena Komunistické strany Československa. Pod otcovým vlivem se od raného mládí zapojil do politické činnosti v řadách komunistické mládeže. Ve čtrnácti letech byl poprvé vězněn, znovu pak o tři roky později. Následně přešel z příkazu vedení KSČ do ilegality a v roce 1934 tajně odcestoval do Moskvy. Tam poté působil v řadách mládežnické sekce Komunistické internacionály. Seznámil se zde se stenografkou Lise Ricolovou, s níž se v roce 1935 oženil. Spolu pak měli dceru Françoise a syny Gérarda a Michela.
V březnu 1937 byli manželé Londonovi vysláni do Španělska během občanské války, aby zde působili v řadách interbrigád. Od dubna 1937 do ledna 1938 pracoval London v bezpečnostních složkách ve Valencii a Barceloně, pak ve štábu interbrigád v Albacete jako vedoucí slovansko-balkánského oddělení SIM (Servicio de Investigación Militar, Vojenská pátrací služba), která byla pod kontrolou NKVD. Později povýšil na zástupce velitele SIM. Od července 1938 byl členem kádrového oddělení ústředního výboru Komunistické strany Španělska a prováděl čistky v její katalánské odnoži PSUC. Na frontě ve Španělsku nikdy nebojoval, působil pouze v zázemí.
Po porážce republikánů uprchli manželé Londonovi do Francie. Po porážce Francie v roce 1940 vstoupili do řad francouzského odboje. Artur London byl však v roce 1942 zatčen, a odeslán do koncentračního tábora Mauthausen. Jeho žena byla zatčena ve stejném roce, poté vězněna a v roce 1944 odeslána do tábora v Ravensbrücku. Oba věznění přežili a po válce zůstali (se souhlasem PCF a KSČ) ve Francii. London zde působil na československém velvyslanectví. Kvůli obnovené tuberkulóze absolvoval v roce 1947 několikaměsíční ozdravný pobyt ve Švýcarsku. Po svém návratu měl převzít post legačního rady československého velvyslanectví v Paříži. Byl však ve francouzském a švýcarském tisku obviněn, že je agentem Informbyra a bylo mu odepřeno francouzské vstupní vízum (také Karel Bartošek jej v publikaci Les Aveux des archives obvinil ze špionáže proti Francii ve prospěch SSSR). Koncem roku 1948 se s rodinou vrátil do Československa. Od počátku roku 1949 začal působit jako náměstek ministra zahraničí Clementise. V této pozici mu podléhalo kádrové oddělení.
Na přelomu 40. a 50. let započalo hledání „vnitřních nepřátel“ v řadách komunistické strany. London, jako žid a interbrigadista se zahraničními styky, se stal jedním z podezřelých. Od konce roku 1949 byl opakovaně vyslýchán a sledován Státní bezpečností. Dne 28. ledna 1951 byl zatčen a uvězněn. Byl podroben fyzickému i psychickému mučení a po šesti měsících donucen k „přiznání se“ ke špionáži, titoismu a dalším zločinům. Nejprve měl být hlavním obviněným v plánovaném procesu s interbrigadisty, ale nakonec se stal spoluobviněným v procesu s Rudolfem Slánským, který se konal v listopadu 1952. London unikl trestu smrti, byl „pouze“ odsouzen k doživotnímu vězení. Lise London uvěřila manželově vině a požádala o rozvod. Poté, co ho poprvé v dubnu 1953 navštívila ve vězení, se od něj dozvěděla pravdu a žádost stáhla. Na podzim 1954 odcestovala s dětmi do Francie, aby bojovala o manželovo propuštění. London byl nakonec v únoru 1956 usnesením Nejvyššího soudu zproštěn viny a jeho rozsudek byl zrušen. ÚV KSČ mu v červenci 1956 obnovil stranické členství.
V roce 1963 odešel London s rodinou natrvalo do Francie. Podle svých prožitků v komunistickém vězení sepsal roku 1968 spolu se svou ženou knihu L'Aveu (Doznání). Až do konce života zůstal členem komunistické strany. V roce 1968 mu byl propůjčen československý Řád republiky.

## Citace
„Když jsem později protestoval u Kohoutka, který za Smolu převzal mé vyšetřování, proti tomu, aby formulací ‘trockistická skupina‘ označoval bývalé španěláky, dal mi cynickou odpověď: To ještě nic není, v příštích protokolech to budu formulovat tímto způsobem: špionážní trockistická organizace, a stejně to budete muset přijmout. O tom si nedělejte zvláštní iluze.“

## Dílo
- Španělsko, Španělsko, Nakladatelství politické literatury, Praha 1963
  -  Espagne. Překlad Lise Ricol. Paříž: Editeurs français réunis, 1966. (francouzsky).
- Artur a Lise London: L'aveu, dans l'engrenage du procès de Prague, Gallimard, Paříž 1968
- Doznání, Stráž, Vimperk 1969
- The Confession, angl. překlad Alastair Hamilton, Morrow, New York, 1970 a překlady do dalších jazyků
- K pramenům Doznání – Motáky z ruzyňské věznice, Doplněk, 1997, ISBN 80-7239-020-1

## Film
- Doznání (L'Aveu) – na motivy stejnojmenné knihy natočil režisér Costa-Gavras v roce 1970 francouzský film s Yves Montandem a Simone Signoretovou v hlavních rolích.[8]